# Lovci (Jagodina)
Pour les articles homonymes, voir Lovci.
Lovci (en serbe cyrillique : Ловци) est un village de Serbie situé sur le territoire de la ville de Jagodina, district de Pomoravlje. Au recensement de 2011, il comptait 785 habitants.

## Démographie

### Évolution historique de la population
| 1948  | 1953  | 1961  | 1971  | 1981  | 1991  | 2002 | 2011 |
| ----- | ----- | ----- | ----- | ----- | ----- | ---- | ---- |
| 1 103 | 1 148 | 1 176 | 1 086 | 1 021 | 1 033 | 861  | 785  |

|  |